# 2014年ソチオリンピックのチャイニーズタイペイ選手団
2014年ソチオリンピックのチャイニーズタイペイ選手団（2014ねんソチオリンピックのチャイニーズタイペイせんしゅだん）は、2014年2月7日から23日までロシアのソチで開催されたソチオリンピックチャイニーズタイペイ（中華民国台湾）選手団の名簿。

## 選手団
- 人員: 選手 3人
- 開会式旗手: 宋青陽

## リュージュ
- 連徳安

男子1人乗り (39位、3:48.091)

## ショートトラックスピードスケート
- 呂明龍

男子500m (予選敗退、3着、42.337)
男子1000m (予選敗退、3着、1:26.814)

## スピードスケート
- 宋青陽

男子500m (33位、71.36)
男子1000m (40位、1:13.79)